# Sicard III de Lautrec
Pour les articles homonymes, voir Sicard de Lautrec.
Sicard III de Lautrec (1040 ou 1050 - 1073) est le cinquième vicomte de Lautrec, de 1072 à 1073. Membre de la famille de Lautrec, il est le fils d'Isarn II de Lautrec. Il a un unique enfant et héritier, Isarn III de Lautrec, vicomte après lui.